# DeMarcus Cousins
DeMarcus Cousins   (Mobile, 13 d'agost de 1990) és un jugador de bàsquet professional nord-americà que va jugar per última vegada als Houston Rockets de la National Basketball Association (NBA). Sobrenomenat "Boogie", va jugar a bàsquet universitari als Kentucky Wildcats, on va ser All-American el 2010. Va deixar Kentucky després d'una temporada i va ser seleccionat amb la cinquena selecció general en el draft de la NBA del 2010 pels Sacramento Kings. En la seva primera temporada amb els Kings, Cousins va ser nomenat membre del primer equip All-Rookie de la NBA i, del 2015 al 2018, va ser nomenat All-Star de la NBA. També ha guanyat dues vegades la medalla d’or com a membre de la selecció dels Estats Units, guanyant la seva primera el 2014 a la Copa Mundial de Bàsquet FIBA i la seva segona el 2016 als Jocs Olímpics de Rio.

## Carrera de batxillerat
Va assistir a l'escola secundària LeFlore Magnet. Va ser un Parade All-American del primer equip el 2009 i va jugar al McDonald's All-American Boys Game del 2009, amb 14 punts i 8 rebots. Cousins també va jugar al Nike Hoop Summit del 2009 al Rose Garden de Portland i al Jordan Brand Classic al Madison Square Garden on va obtenir 10 punts per a l'equip negre. Va dirigir LeFlore a la Final Four de la classe 6A d'Alabama contra Hillcrest, que va vèncer a Austin High School per progressar al campionat estatal; quedant curta davant del futur company d'equip de la universitat Eric Bledsoe i Parker High School.

## Carrera universitària
Es va comprometre per primera vegada amb Alabama-Birmingham el 28 de febrer de 2008, però mai van signar una carta d’intencions. Cousins es va retirar de la UAB i es va comprometre a Memphis el 9 de març de 2009. Va tornar a obrir la seva selecció després que el llavors entrenador de Memphis, John Calipari, fos contractat a Kentucky. El 7 d'abril de 2009, Cousins va decidir seguir a John Calipari fins a Kentucky. Va signar la seva carta d'intencions el 15 d'abril. A Kentucky, Cousins va fer una mitjana de 15,1 punts, 9,8 rebots i 1,8 taps per partit. Encapçalats per Cousins i John Wall, els Wildcats van aconseguir l'elit vuit del torneig NCAA del 2010.

## Carrera professional

### Sacramento Kings (2010-2017)

#### Temporada 2010–11
El 7 d'abril de 2010, Cousins va anunciar que renunciaria a les seves últimes tres temporades d'elegibilitat per entrar a formar part del draft de la NBA de 2010, on va ser seleccionat pels Sacramento Kings amb la cinquena selecció general. El 7 de juliol de 2010, Cousins va signar el seu contracte de debutant amb els Kings, per valor d’uns 7 milions de dòlars durant els dos primers anys, amb una opció d’equip per al tercer i quart anys. Cousins va ser nomenat novell del mes de juliol durant la Lliga d’Estiu de la NBA. Cousins també va ser nomenat membre del primer equip All-Rookie de la NBA al final de la temporada 2010-11.

#### Temporada 2011–12
L'1 de gener de 2012, l'entrenador principal Paul Westphal va enviar Cousins a casa des del partit dels Kings contra els New Orleans Hornets, dient que Cousins "no volia / no podia abraçar el viatge en la mateixa direcció que el seu equip; no es pot ignorar indefinidament". " Segons els informes, els cosins, que havien estat fent una mitjana de 13,0 punts i 11,3 rebots per partit en el moment de l’acomiadament, van exigir que els reis els canviessin. Posteriorment, els cosins van negar haver demanat ser intercanviat.
El 5 de gener de 2012, Westphal va ser acomiadat dels Reis, cosa que va portar a molts a especular que la tumultuosa relació de l'entrenador amb Cousins va ser un factor en la seva substitució. El 8 de febrer de 2012, Cousins va ser seleccionat per jugar al Rising Stars Challenge. Va jugar al Team Chuck, amb una barreja de novells i estudiants de segon any.

#### Houston Rockets (2020-2021)
L’1 de desembre del 2020, Cousins va signar un contracte d’un any amb els Houston Rockets. El 2 de desembre, els Rockets van canviar per John Wall, el seu bon amic i antic company d'equip de la universitat. El 23 de febrer de 2021, els Rockets van renunciar als cosins. En 25 partits amb els Rockets, va aconseguir una mitjana de 9,6 punts i 7,6 rebots en 20,2 minuts.

## Carrera de la selecció nacional
Cousins era membre de la selecció nacional dels Estats Units que va guanyar la medalla d’or a la Copa Mundial de Bàsquet FIBA 2014. El 2016 va guanyar la seva segona medalla d’or amb l'equip USA als Jocs Olímpics d’estiu de Rio de Janeiro, Brasil.

## Vida personal
Cousins és el fill de Monique i Jessie Cousins. Té quatre germanes i un germà, Jaleel, que també és jugador de bàsquet professional.
Cousins té dos fills. Es va casar amb la seva antiga xicota Morgan Lang a Atlanta el 24 d'agost de 2019.
A l'agost del 2019, Cousins va estar involucrat en una controvèrsia quan TMZ va filtrar un vídeo de Cousins que presumptament amenaçava amb matar a la seva ex xicota, va pronunciar les paraules: "M'asseguraré que us poso una bala al fotut cap". Els Lakers van emetre la següent declaració arran de la polèmica: "Som conscients de l'al·legació relacionada amb DeMarcus Cousins i, per descomptat, ens prenem aquesta afirmació seriosament. Estem en procés de recopilació d'informació i en aquest moment reservarem més comentaris. " El dia 29, es va imposar una ordre de detenció a Cousins per un delicte de violència domèstica i un càrrec de comunicacions d’assetjament en tercer grau. Els càrrecs, presentats a Alabama, es van retirar el 22 de novembre.